# 蘇聯海軍
蘇聯海軍（俄语：Военно-морской флот СССР）是蘇聯的海上武裝力量，其主要艦隊有「北方艦隊」、「太平洋艦隊」、「黑海艦隊」及「波羅的海艦隊」，另有蘇聯海軍航空兵、海軍步兵（等同海軍陸戰隊）及海岸火箭炮兵（装备岸对舰导弹和岸炮）。

## 歷史

### 二战前
早在1905年，俄国黑海舰队战列舰波将金号的水手就发生过起义。1906年的维亚普里革命中，起义水兵控制了赫尔辛基附近的许多岸防工事和要塞，但是在仍然对沙皇政府效忠的波罗的海舰队猛烈轰炸下，起义被镇压。
1917年秋俄罗斯海军共有18万人，拥有各类舰船1100余艘，主要部署在波罗的海。1917年俄国革命普遍得到了俄国水兵的大力支持。十月革命後，1917年11月20日革命政权组成了最高海军委员会。1918年2月11日列宁签署了组建工农红海军的命令，2月22日建立了海军人民委员部，德边科成为了首任海军人民委员。
苏联海军的第一艘军舰，可以追溯到帝俄海军阿芙乐尔号巡洋舰，它的号炮宣告十月革命的开始，它也因此成为苏联海军拥有的第一艘舰只。在协约国干涉军海上大规模封锁与德国进攻下，除了波罗的海舰队冒死转移，通过著名的“冰上撤退”，得以保存未来红海军的基础外，其余的舰队由于海军基地被国外干涉军占领因而或者自沉或者舰船被俘获，损失殆尽。
1921年3月，喀琅施塔得反布尔什维克暴乱爆发，但很快被托洛茨基以铁腕手段镇压。在这次暴乱之后，苏联海军的实力恢复得很慢。同时召开的俄共（布）十大为红海军的恢复与有计划发展奠定了基础：“……根据苏维埃共和国总的形势和物资资源，必须采取措施重建和加强红海军……”。到了1921年底，红海军总吨位已经接近35万吨，但相当一部分舰艇由于各种原因无法编入现役。
1922年，根据当时的实际状况，停止修复和停止续建之前的大多数旧舰，使得海军总吨位下降到8.2万吨。到1924年底，红海军编成中拥有2艘战列舰、2艘巡洋舰、17艘驱逐舰、5艘布雷舰、18艘扫雷舰、2艘护卫舰、14艘潜艇等。海军的指挥划归陆海军人民委员部领导，在该人民委员部中设有苏联海军局（1926年改为工农红军海军局）。
在1925年的苏共（布）十四大上提出了中心任务：“实现国家的社会主义工业化，以保证苏维埃国家的经济独立，巩固苏联国防，造成社会主义在苏联胜利的必要条件”。1926年作出的规划要全部完成大战末已开始建造的舰艇，包括续建2艘巡洋舰，修复1艘战列舰，续建和修复4艘驱逐舰，并建造出第一批苏联设计的舰艇，主要有Д型即“十二月党人”级潜艇（12艘），“飓风”级护卫舰（18艘）和实验性鱼雷艇（36艘）。
1928年5月，苏联革命军事委员会指示，一旦发生战争，海军需完成以下基本任务：支援在濒海方向作战的陆军；与陆军共同保卫海岸、基地和沿海政治经济中心；破坏敌人海上交通线。“海军的发展应力求能适应未来战争中我海战区作战的性质，把水面舰艇与潜艇、海岸防御部队、水雷阵地防御及海军航空兵结合起来使用”。截止1928年，共修复3艘战列舰，完工3艘巡洋舰、17艘驱逐舰、7艘浅水重炮舰和13艘潜艇等。
1929年2月4日苏联劳动和国防委员会批准1929-1933年舰艇建造规划，除了潜艇、护卫舰和鱼雷艇外，还规划建造内河炮艇、小型猎潜艇和驱逐领舰，同时大修和改装3艘战列舰，续建1艘巡洋舰等。苏联海军的战役战术训练主要停留在保卫沿岸地区，给海军配属了水雷火炮阵地，打算从这些阵地以水面舰艇、航空兵和海岸炮兵对敌人实施主要打击。为了增大对敌人火力摧毁的深度，计划还使用部署在水雷障碍前面的潜艇。
1930年颁布的《工农红军海军战斗条令》总结了当时苏联海军学术发展的成果，各个条款都贯穿了海军各种兵力与陆军协调作战的思想。
1933年7月，苏联劳动和国防委员会通过了“关于1933-1938年海军建造规划”决议，规划建造8艘巡洋舰、50艘驱逐领舰和驱逐舰和169艘潜艇。海军部长B.M.奥尔洛夫1936年6月修订的规划到1947年海军将拥有战列舰24艘、战列巡洋舰22艘、轻型巡洋舰20艘、驱逐舰182艘、潜艇344艘。
1937年3月组建了工农红军海军司令部。1937年12月30日，通过决议成立苏联海军人民委员部及其作战指挥机关海军总参谋部。1938年1月1日海军航空兵脱离空军建制并入海军。1938年3月13日，成立了苏联海军军事委员会。
1938年2月3日，海军人民委员斯米尔诺夫在《真理报》上公开了苏军建设远洋海军的思想，预计在第三个五年计划（1938-1942年）中建造出苏联第一批战列舰，其威力要大于当时资本主义国家建造的战列舰，还要建造重型巡洋舰、巡洋舰、驱逐舰、潜艇等。
1937年大清洗中被整肃的海军领导有：
- B.M.奥尔洛夫：1931年7月－1937年7月任海军总司令、副国防人民委员
- M.B.维克托洛夫：1932年任远东海军司令，1935年任太平洋舰队司令，1937年8月－1938年1月任海军总司令
- P.A.穆克列维奇：时任重工业部舰艇工业局长，副国防工业人民委员；1926年8月－1931年7月任海军总司令
- П.A.斯米尔诺夫：1937年10月任国防委员，1937年12月首任海军人民委员，1938年1月－1938年8月任海军总司令
- А. К.齐夫科夫：波罗的海舰队司令
- И.K.科扎诺夫：黑海舰队司令
- K. И.杜舍诺夫：1935年3月白海区舰队司令，时任北方舰队司令
- Г. П.基列耶夫：1933年任里海区舰队司令，1935年任太平洋舰队副司令，1937年6月任太平洋舰队司令
- И. Н.卡多茨基：时任阿穆尔河区舰队司令
- И.C.卢德里：前海军参谋长
- C. П.斯塔维茨基：海军学院领导人
- 彼得罗维奇：海军学院领导人
- A. П.亚历山大罗夫:海军学院领导人

1937年，发布了新版的《红海军暂行战斗条令》并生效，规定各舰队首要任务是阻止敌登陆兵在领土登陆，保卫大的工业中心和行政中心，防止敌海上突击的破坏。第二个任务是支援在沿岸地带实施防御和进攻的陆军。此外，还应破坏敌交通线，对其基地和沿岸军事工业目标实施突击。
1939年6月22日确定了海军节为每年七月最后一个星期日。
1941年苏德战争爆发前，红海军主要领导人：
- Л.M加利尔（1932－1937年任波罗的海舰队司令，1938年任海军参谋长，1940年10月任副海军人民委员－分管造船与装备）
- И.C.伊萨科夫（黑海舰队司令，后任副海军人民委员，1940年10月任海军参谋长）
- H. Г.库玆涅佐夫（1937年8月任太平洋舰队第一副司令员，1937年底为任太平洋舰队司令，1939年4月－1947年1月任海军总司令）
- B. Ф.特里布茨：波罗的海舰队司令
- И.C.尤马舍夫（原为黑海舰队司令，1939年3月担任太平洋舰队司令。战后1947年1月－1951年7月任海军总司令）

苏联海军在1930-1941年间一共服役了4艘巡洋舰、7艘驱逐领舰、30艘驱逐舰、18艘护卫舰、38艘扫雷舰、1艘布雷舰、8艘浅水重炮舰、潜艇206艘（大型34艘、中型94艘、小型78艘）、各种艇船477艘。苏联海军拥有4个舰队（红旗波罗的海舰队、黑海舰队、北方舰队、太平洋舰队）和5个区舰队（北太平洋区舰队、红旗阿穆尔河区舰队、里海区舰队、多瑙河区舰队和平斯克区舰队），装备各型主要作战舰艇276艘，其中战列舰3艘、巡洋舰8艘、驱逐领舰7艘、驱逐舰52艘、潜艇218艘，此外还有护卫舰22艘、浅水重炮舰21艘、炮舰5艘、布雷舰18艘、布网舰4艘、扫雷舰80艘、作战快艇477艘（鱼雷艇269艘、装甲艇近百艘、猎潜艇77艘、扫雷艇53艘以上、护卫艇18艘以上等）。在建战列舰3艘、战列巡洋舰2艘、巡洋舰10艘、驱逐领舰2艘、驱逐舰45艘、护卫舰15艘、扫雷舰25艘、浅水重炮舰6艘、潜艇91艘（大型12艘、中型46艘、小型33艘）、猎潜舰12艘、布网舰10艘等。
海军总司令库兹涅佐夫在回忆录《大战前夜的苏联海军》中评价：“总之，我们还没有来得及建立一支大海军，并用各种最新式的兵器装备我海军的兵力，但我们的海军仍然是有战斗力的，有充分的决心与其他军种并肩保卫祖国。我们准备以潜艇、水面舰艇、航空兵和海岸防御部队协调一致的突击去迎击敌人。在舰队的组织上，也体现了合同使用各种兵力的意图。我们建立了由不同舰艇组成的分舰队和舰艇队等机动编队。我们那时就所负战役战术任务组建编队，而不是象过去那样按舰种编队...”

### 二战时期
在二战中，波罗的海舰队被芬兰和德国布设的水雷围困在列宁格勒和喀琅施塔得中，加上大量的空袭导致舰只损伤严重，基本上无所作为。不过苏联海军的潜艇部队却十分活跃。
在黑海上苏联则丢失了重要军港塞瓦斯托波尔。
而北方舰队的水面舰艇，在保卫西方通往摩尔曼斯克的北方航线中起了极大的作用。

### 冷战时期
二戰後，海軍大力擴充潛艇力量。第一艘直升機母艦在1968年出現。第一艘航空母艦在1973年出現，然而其作戰能力不及同時期北約海軍的航空母艦。
冷战期间，苏联赋予其海军相当多的作战任务，作为海陆空核力量载体之一，苏联海军以摧毁美国的弹道导弹核潜艇和航空母舰战斗群为直接战术任务，破坏北约的海上交通线，以及协助和保障地面部队在沿海地区作战的需要。
苏联在冷战中很快建成了一支庞大的，以反舰导弹装备核潜艇和重型远洋舰只组成的海军。苏联海军拥有强大反舰火力的大批巡洋舰，驱逐舰。如基洛夫级和光荣级，以及许多装备重型反舰导弹的小型舰只。到了80年代，苏联海军才拥有真正意义上的航空母舰，第比利斯号。(后改名库兹涅佐夫海军上将号)
前苏联海军最多时曾同时拥有4艘中型航母，曾是当时世界上规模第二大的海军。但是前苏联的航母严格来说仅仅是中型航母，与美国海军的大型航母在作战能力和使用思想上有很大的不同。加上美军在海军航空兵的实力上对苏联有压倒性优势。因此，前苏联航母的反舰和防空火力都十分强大。 
苏联潜艇技术，尤其是在水下速度和创立极限潜深实验方面的技术，居于领先地位。不过直到今天在安静性方面落后于同时代的西方潜艇，声纳技术也不是很先进。苏联海军拥有大量的导弹潜艇，比如奥斯卡级，以及许多弹道导弹和战术潜艇。苏联海军的台风级是世界上最大的潜艇。苏联潜艇部队和水面舰艇部队的战术任务相同，目标都是北约的海上交通线。同时，也对美国的航母战斗群虎视眈眈。

## 結束
蘇聯解體後，其海軍由數個加盟共和國瓜分，分別為俄羅斯海軍、烏克蘭海軍以及喬治亞海岸防衛隊，其中俄羅斯與烏克蘭曾為黑海艦隊的擁有權而爭執。
在裏海週邊各國，如哈薩克斯坦、土庫曼斯坦、阿塞拜疆，都有以小型艦艇組成的內陸海軍。

## 历任总司令
- 1937年-1947年 尼古拉·格拉西莫维奇·库兹涅佐夫苏联海军元帅
- 1947年-1951年7月 伊万·斯捷潘诺维奇·尤马舍夫海军上将
- 1951年7月-1956年 尼古拉·格拉西莫维奇·库兹涅佐夫苏联海军元帅
- 1956年-1985年 谢尔盖·格奥尔基耶维奇·戈尔什科夫苏联海军元帅
- 1985年-1991年12月 弗拉基米尔·尼古拉耶维奇·切尔纳温海军元帅

## 艦艇

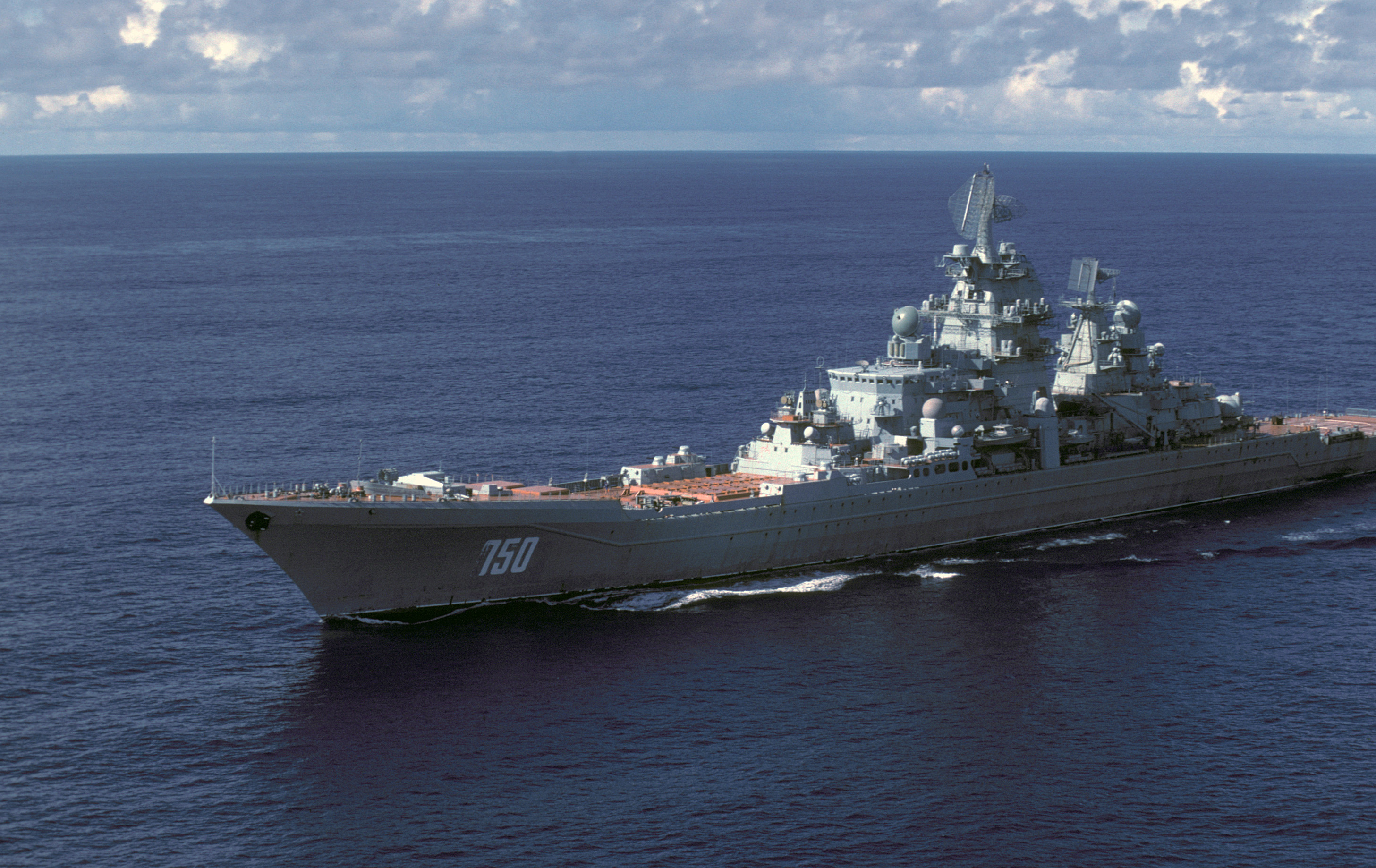
基洛夫級核能飛彈巡洋艦
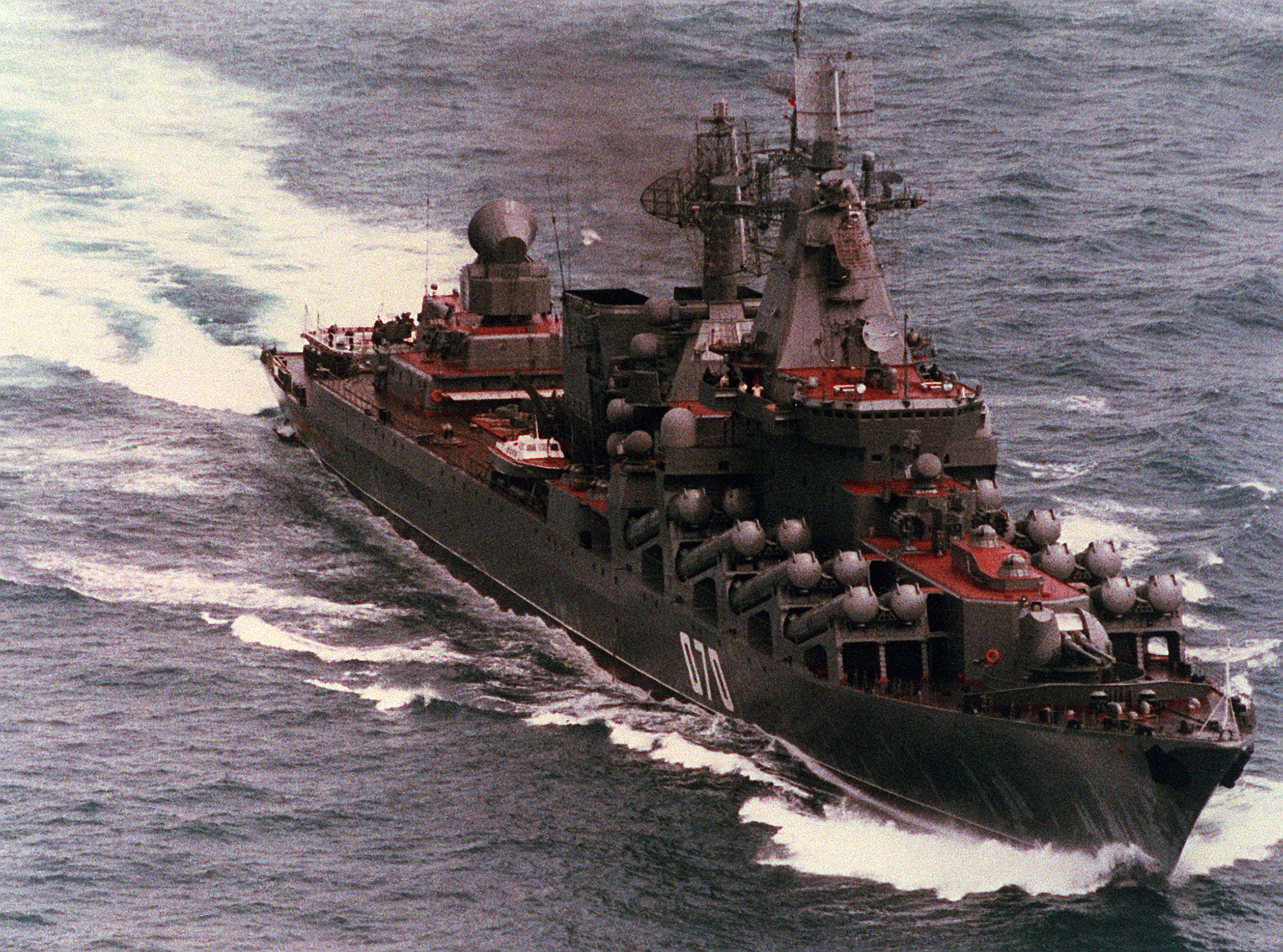
光榮級飛彈巡洋艦(在2000年大修後改名為莫斯科號)
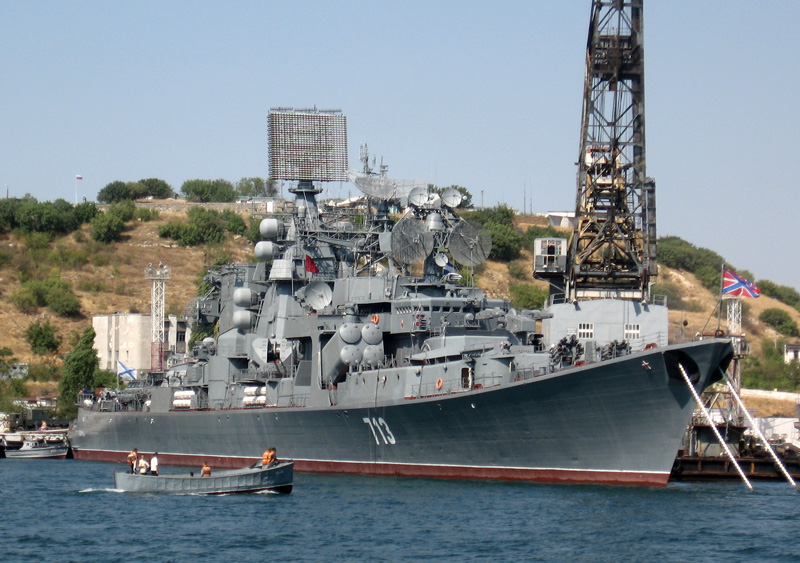
卡拉級巡洋艦
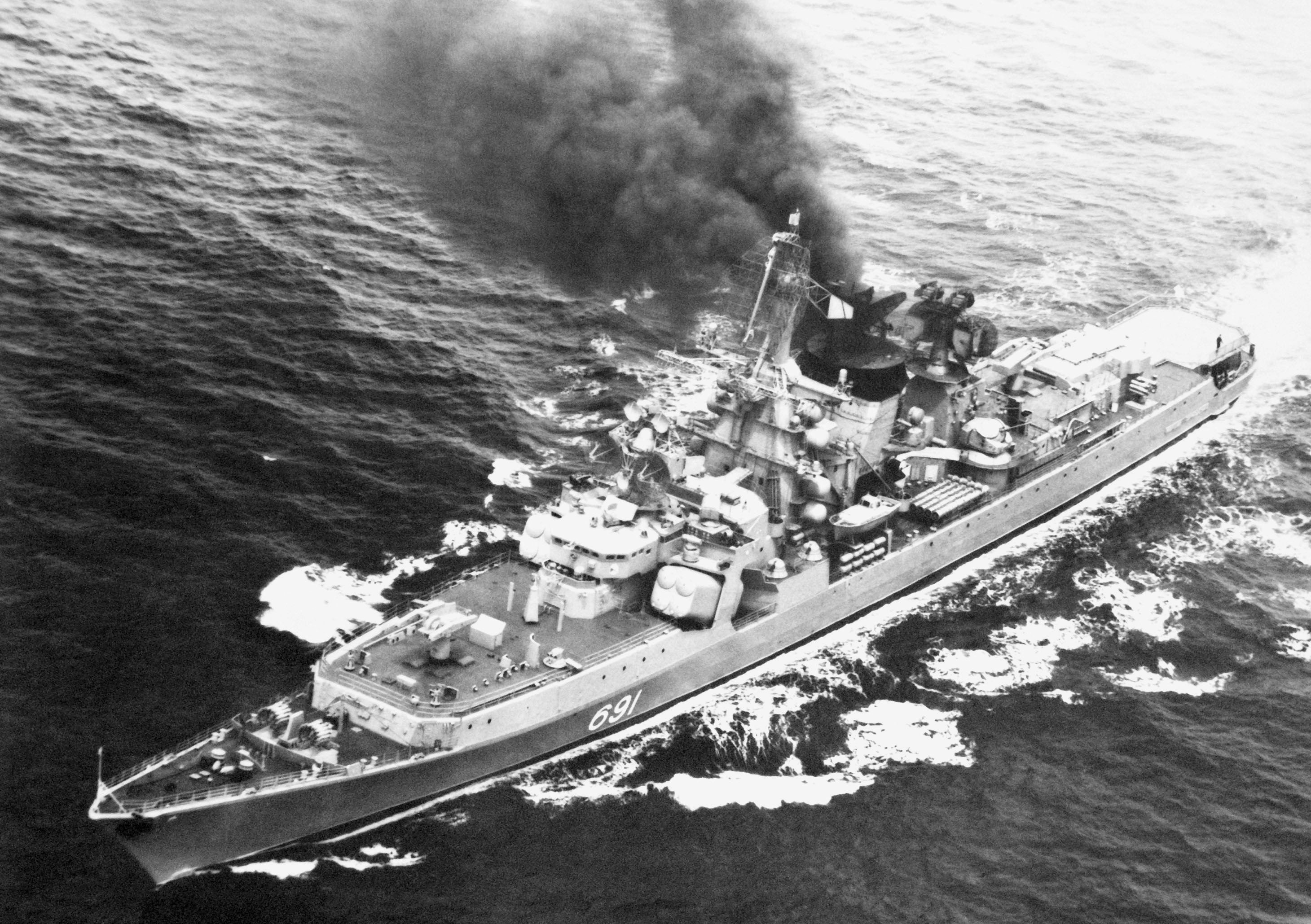
克列斯塔II級巡洋艦
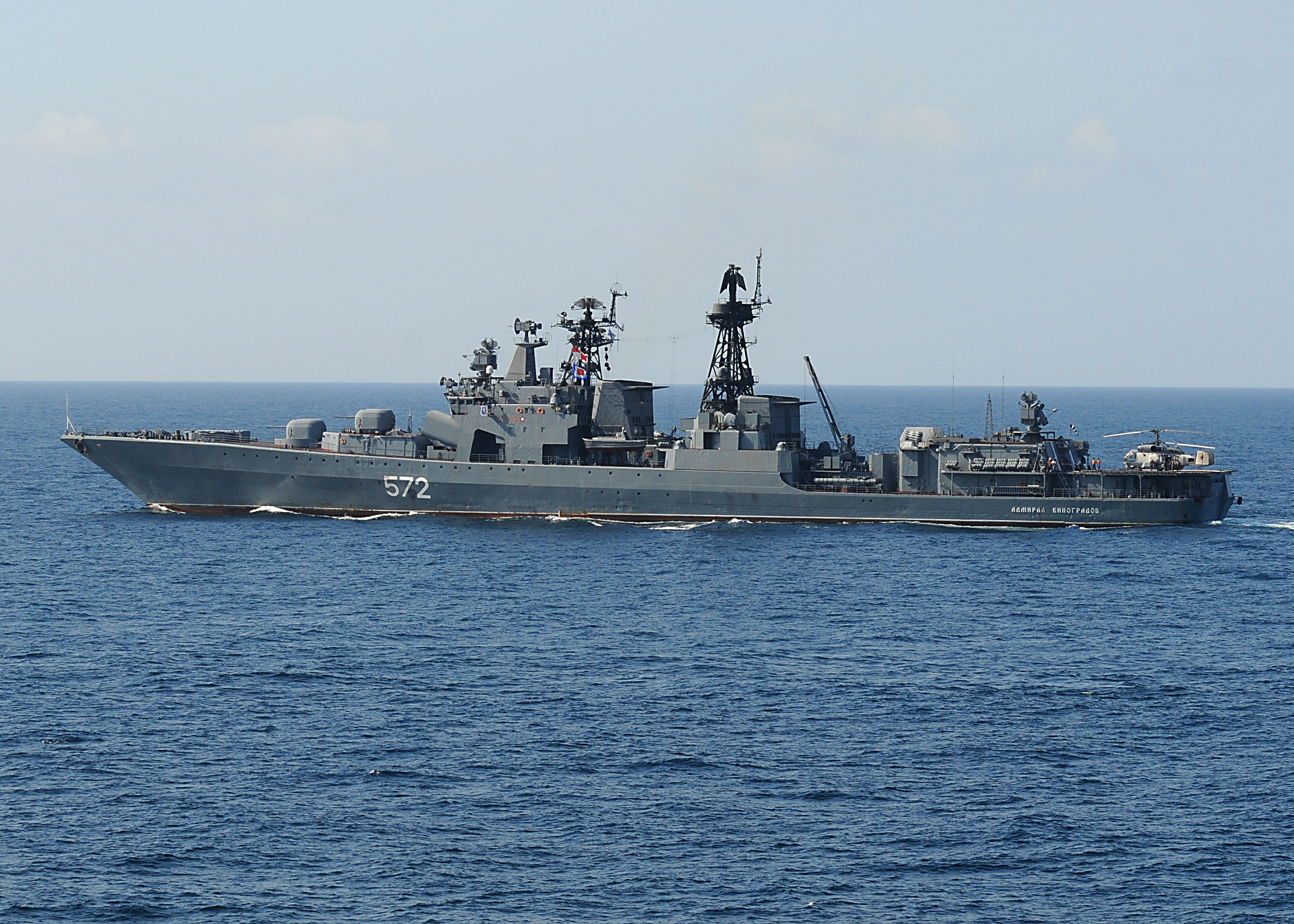
無畏級驅逐艦
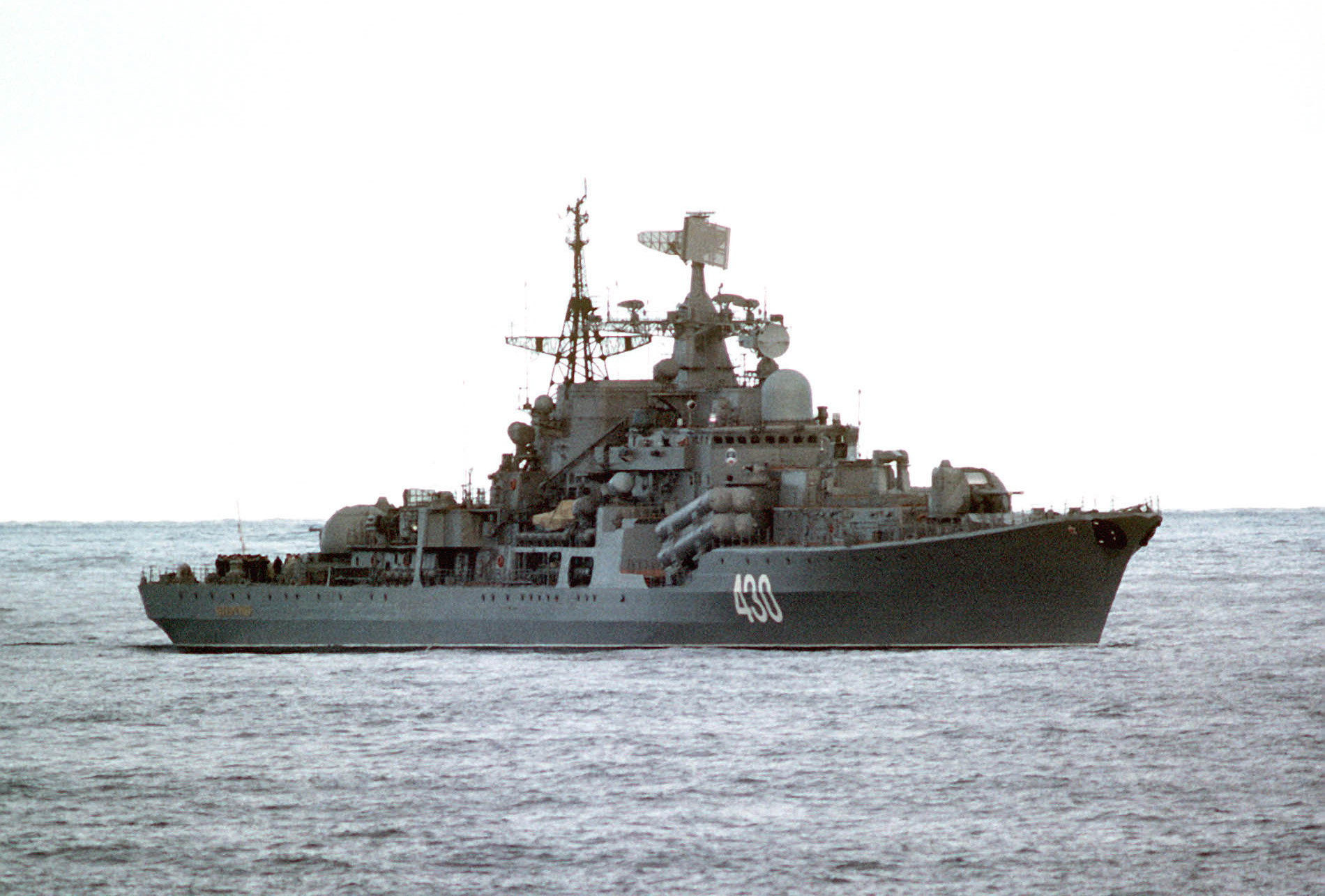
現代級驅逐艦
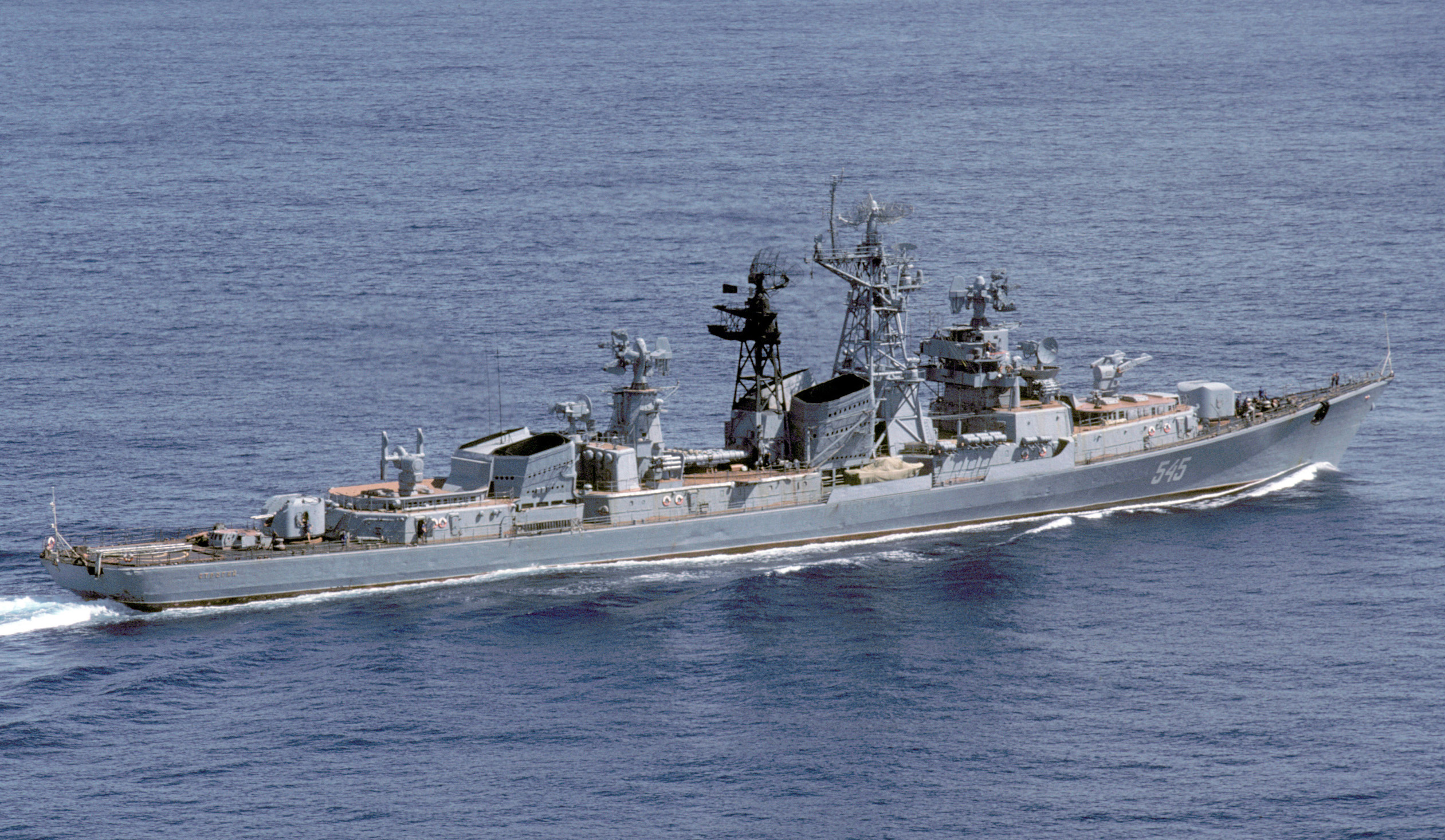
卡辛級驅逐艦
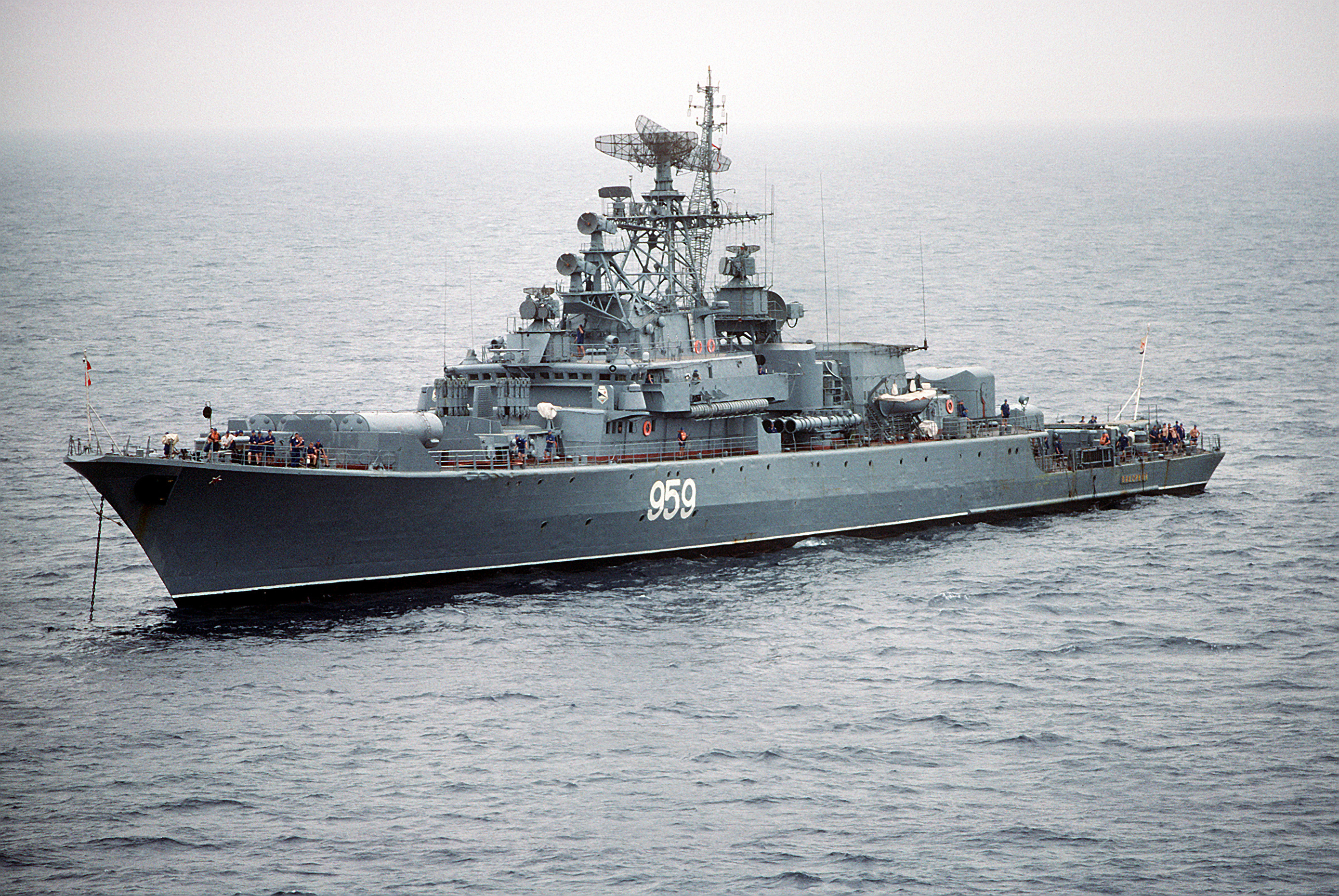
克里瓦克級導彈巡防艦
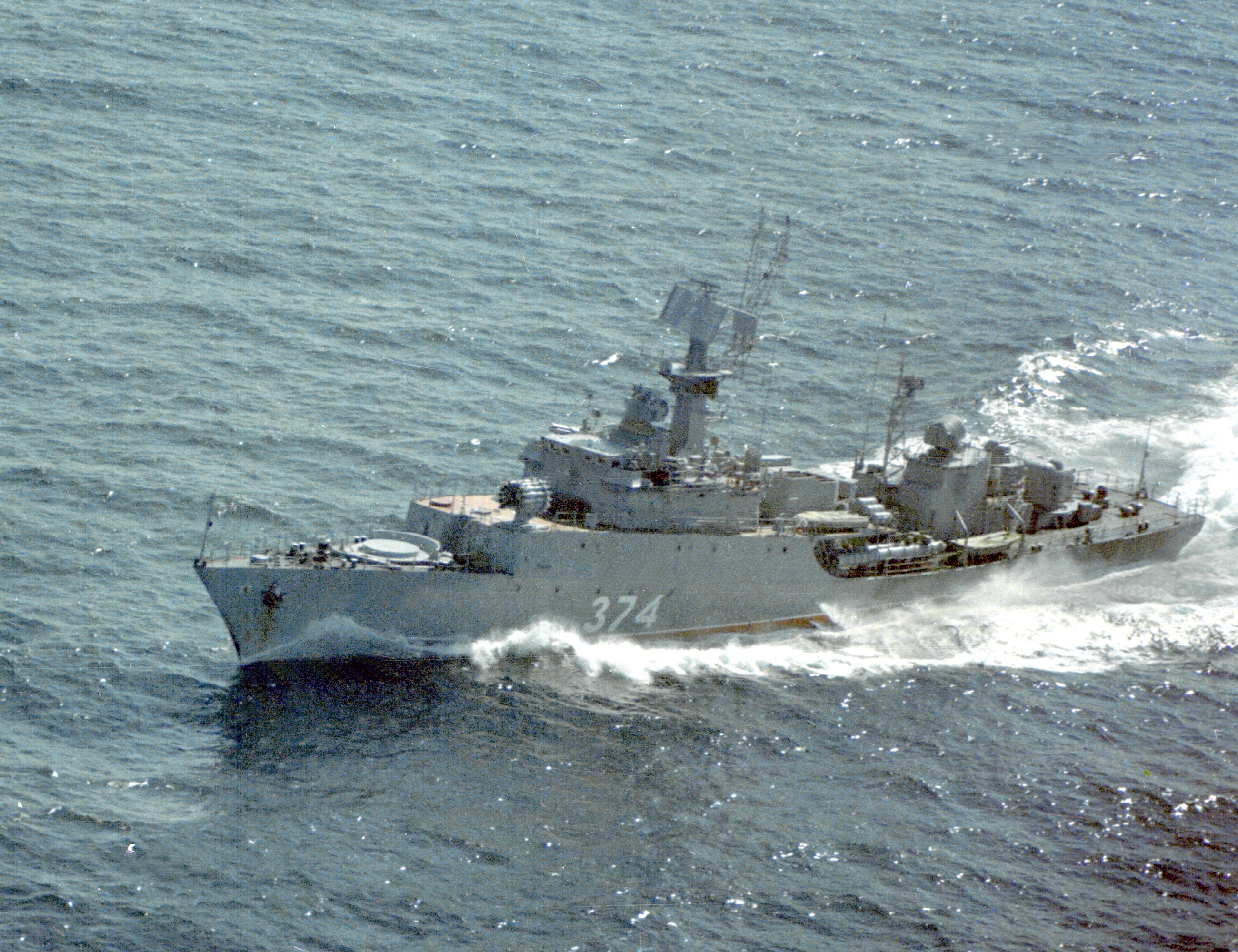
格里莎級護衛艦（英语：Grisha-class corvette）
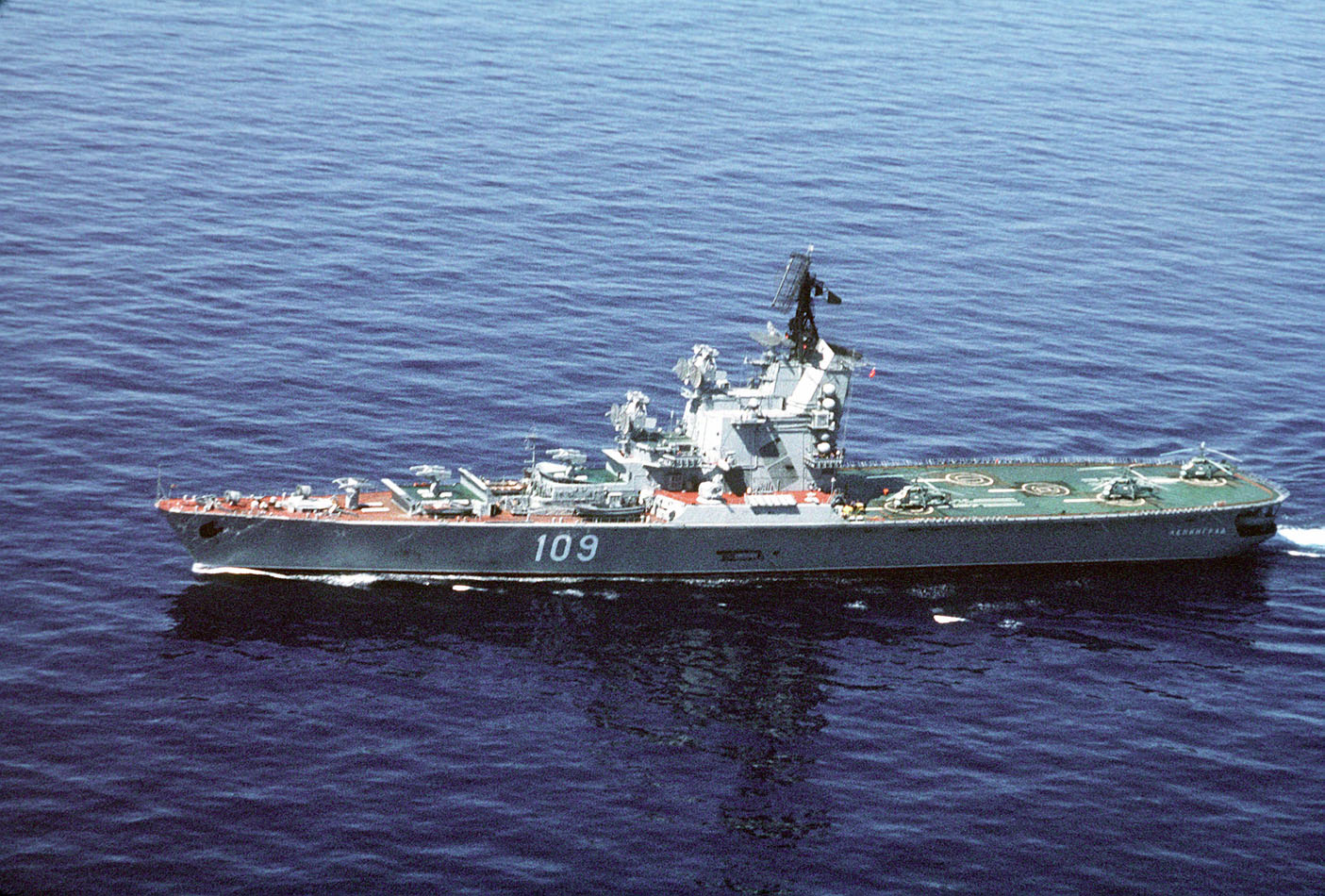
莫斯科級直升機航空母艦
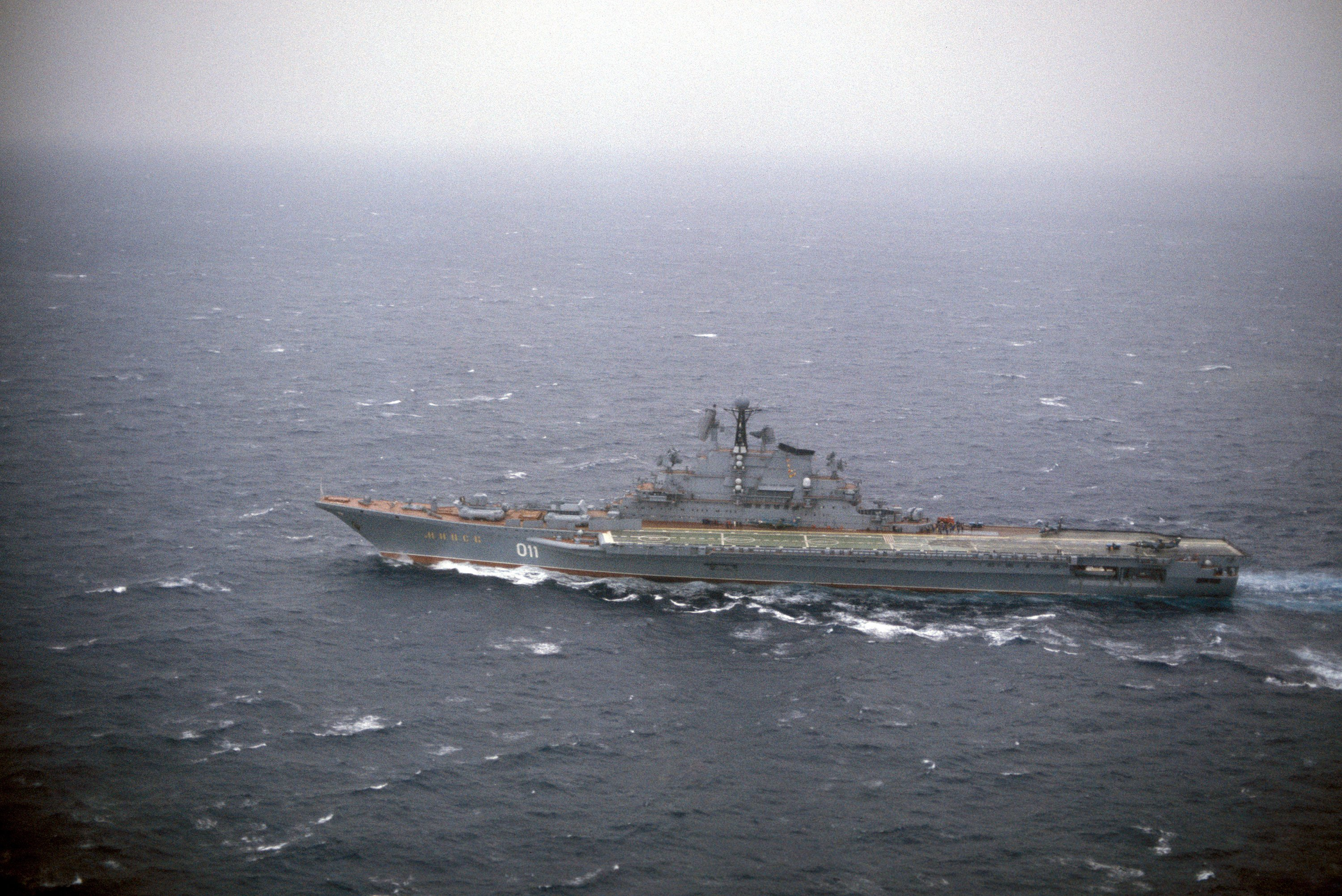
基輔級航空母艦
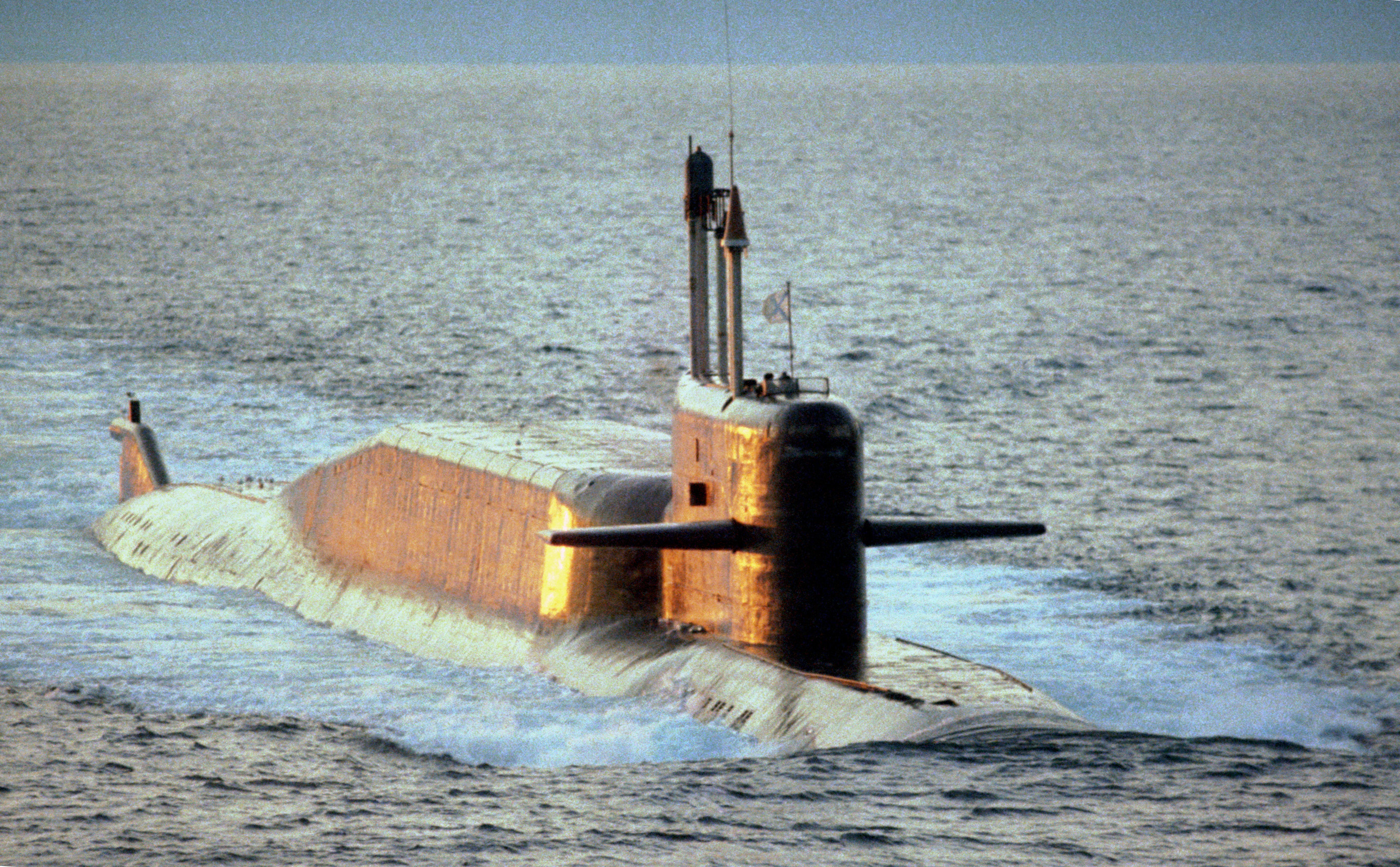
德爾塔IV級核潛艇
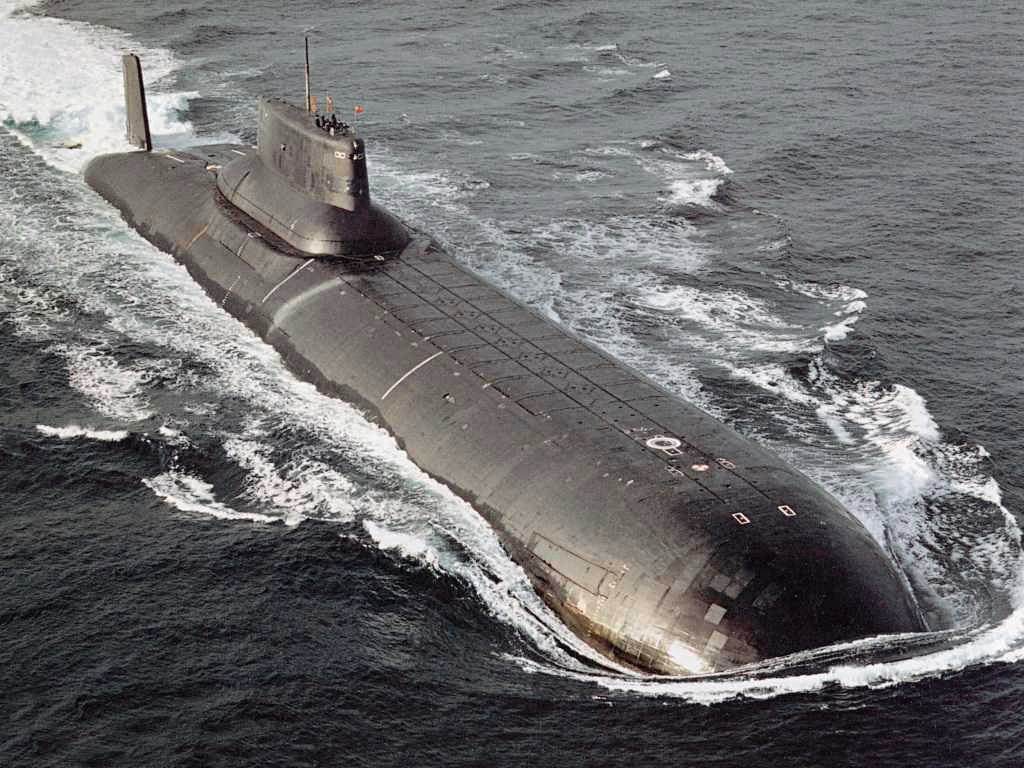
颱風級核潛艇
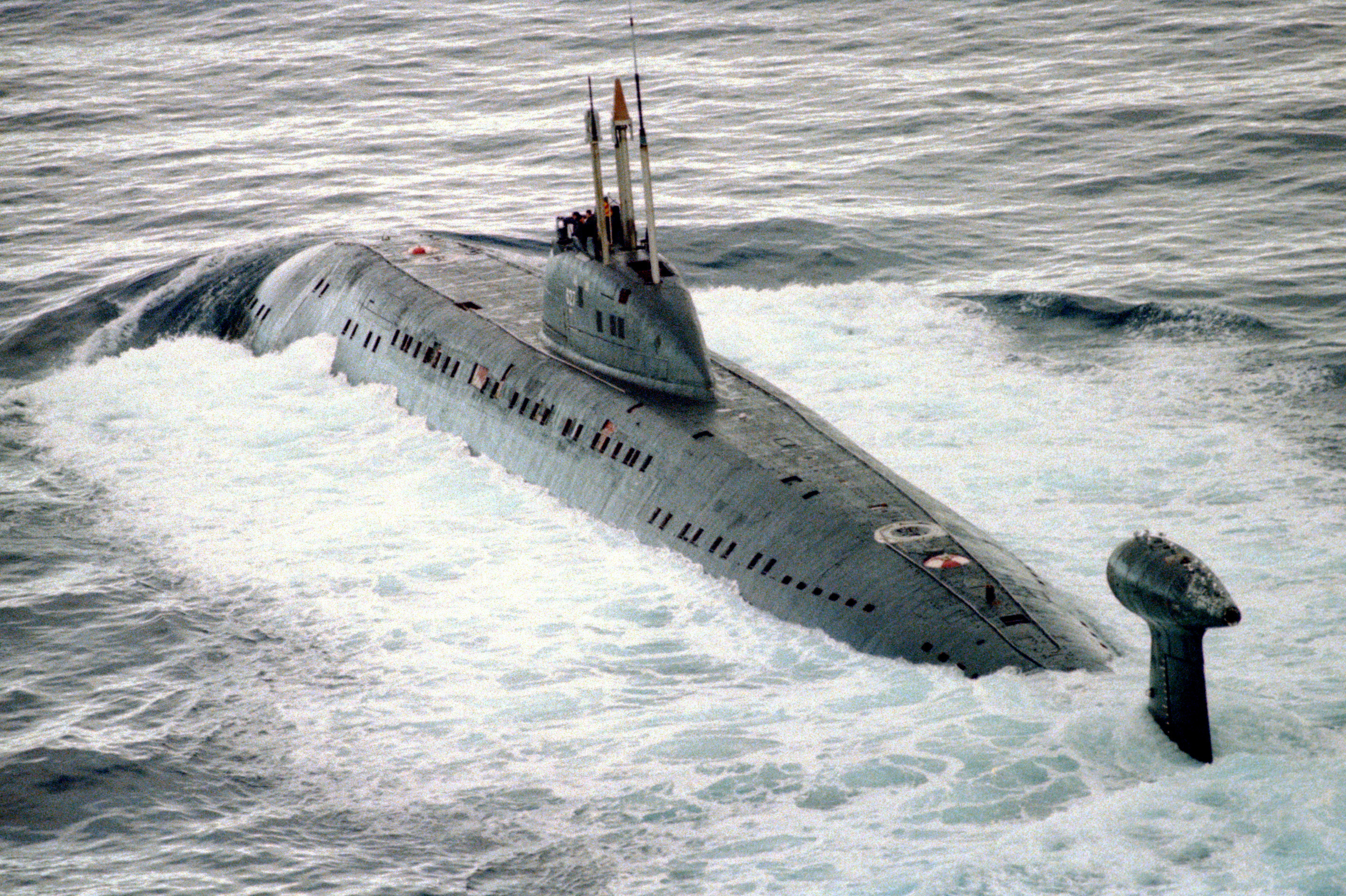
V級核潛艇III級
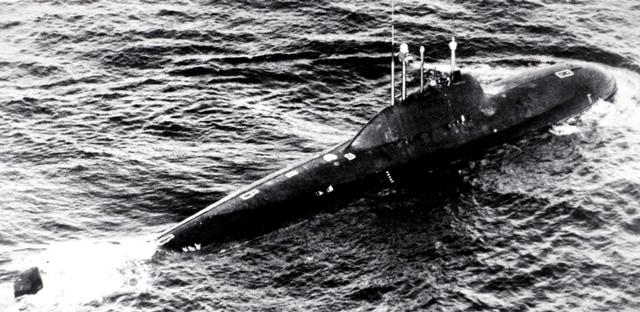
阿爾法級核潛艇
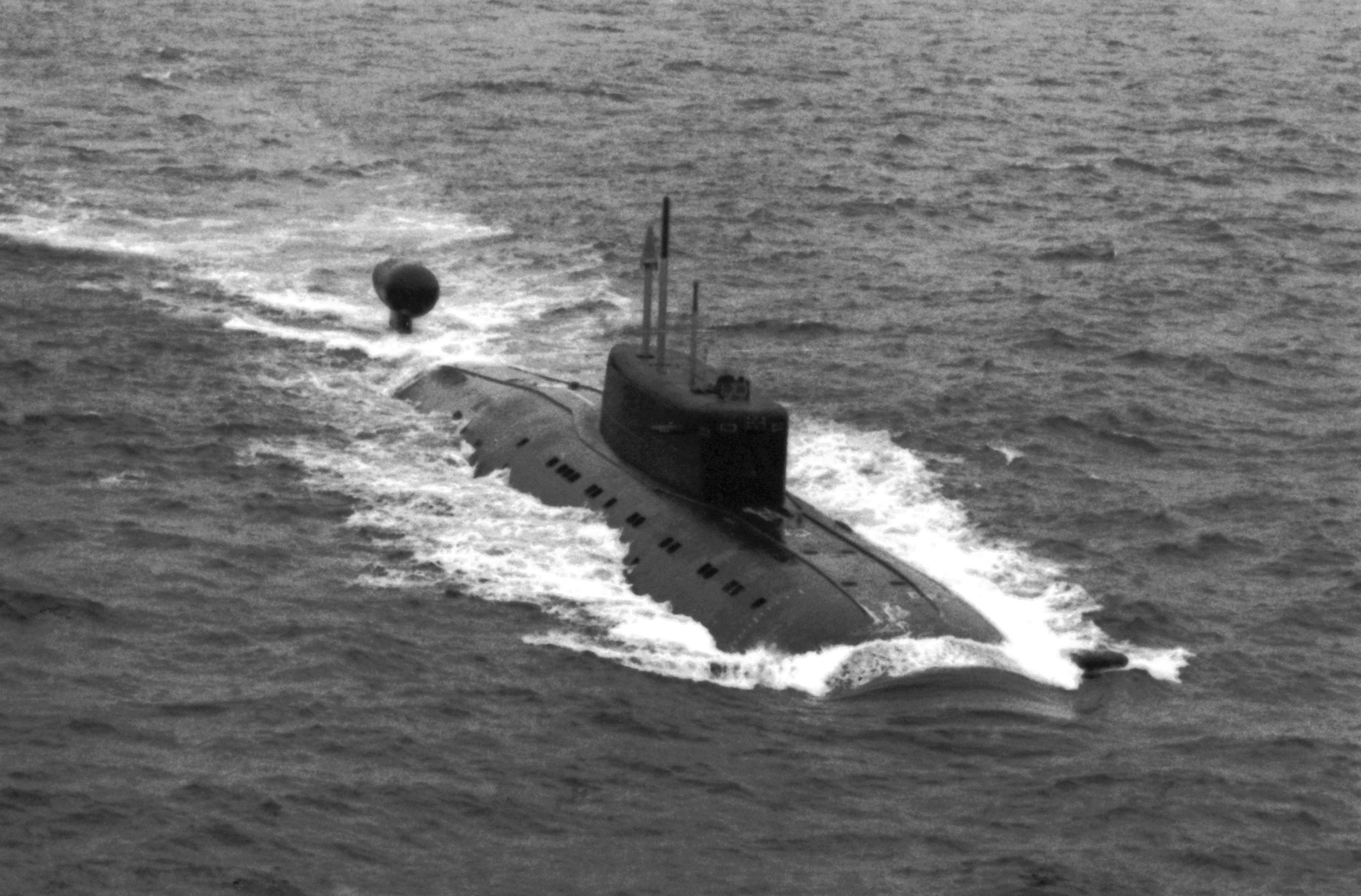
塞拉級核潛艇
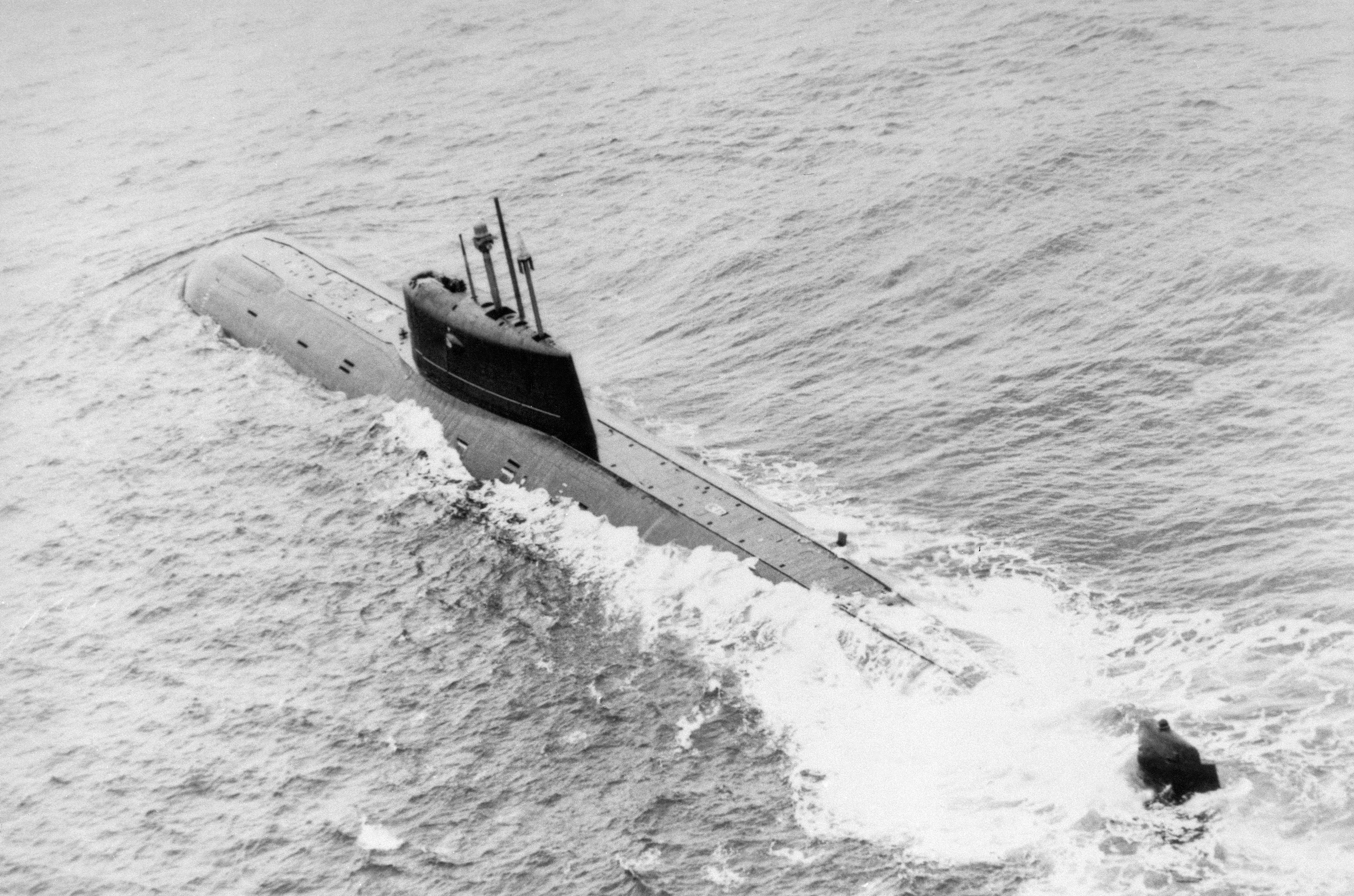
M級核潛艇
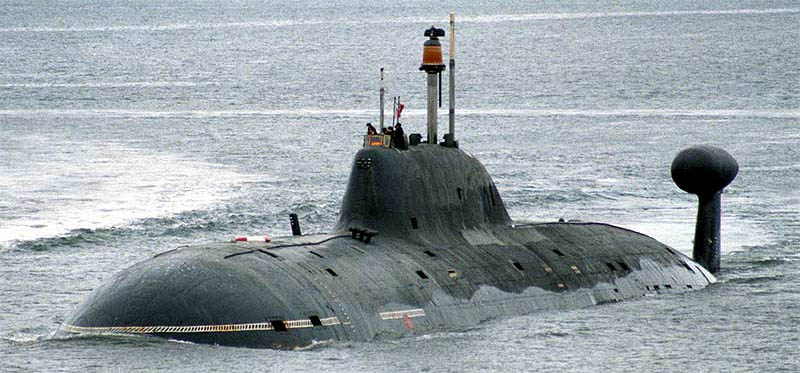
阿庫拉級核潛艇
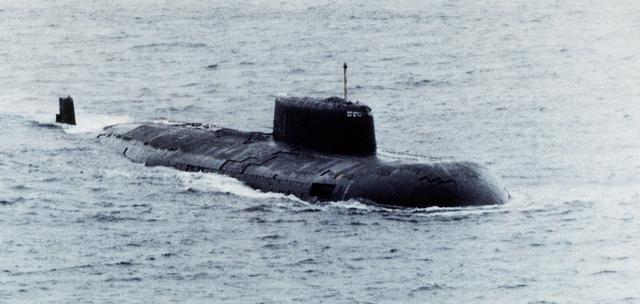
奧斯卡級核潛艇
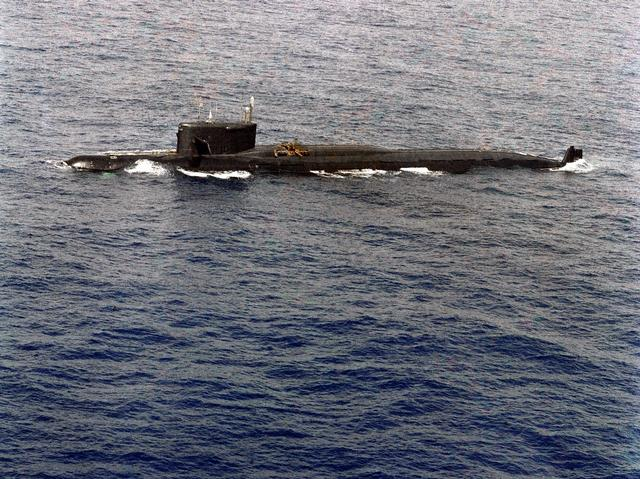
扬基级核潜艇
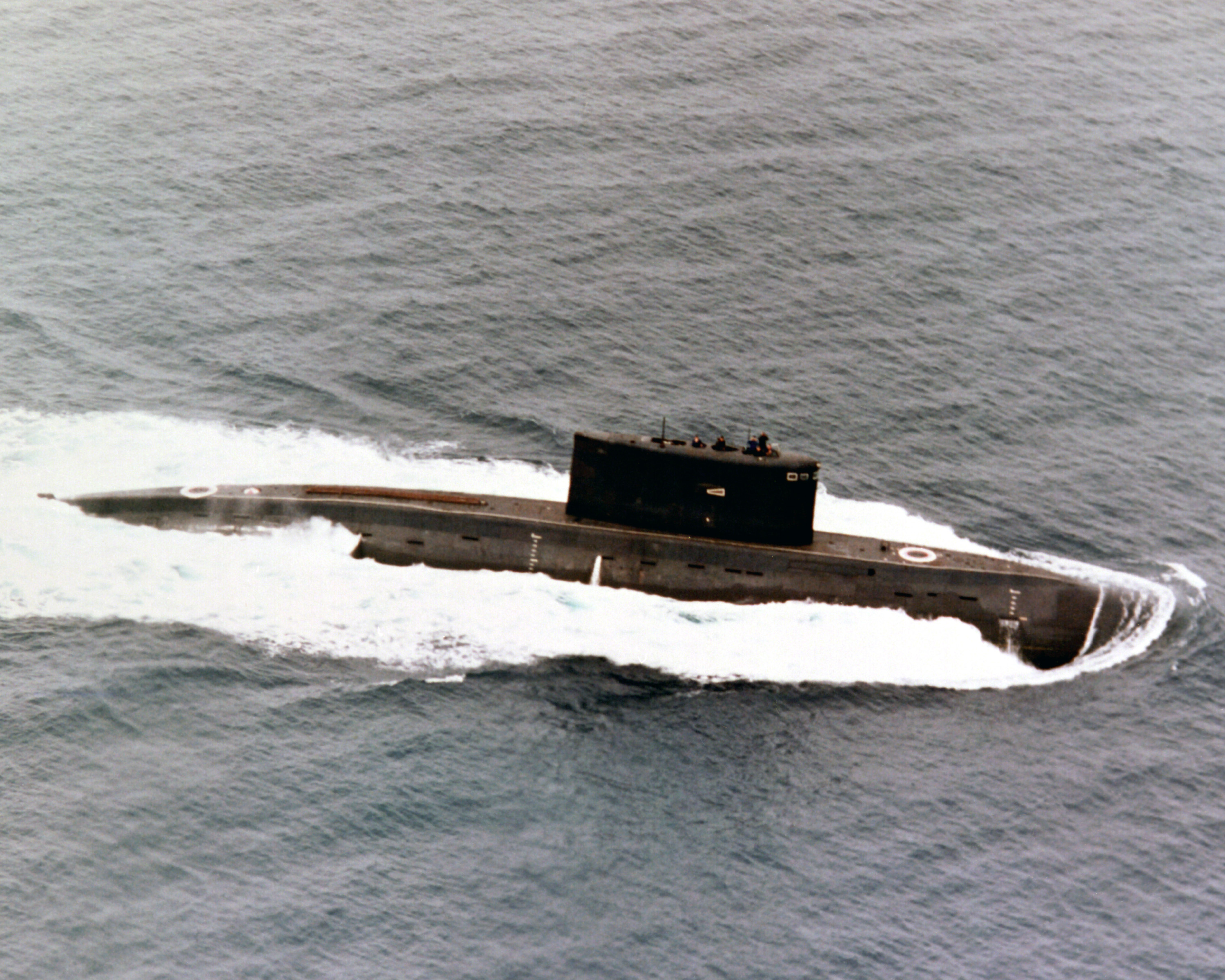
基洛級潛艇
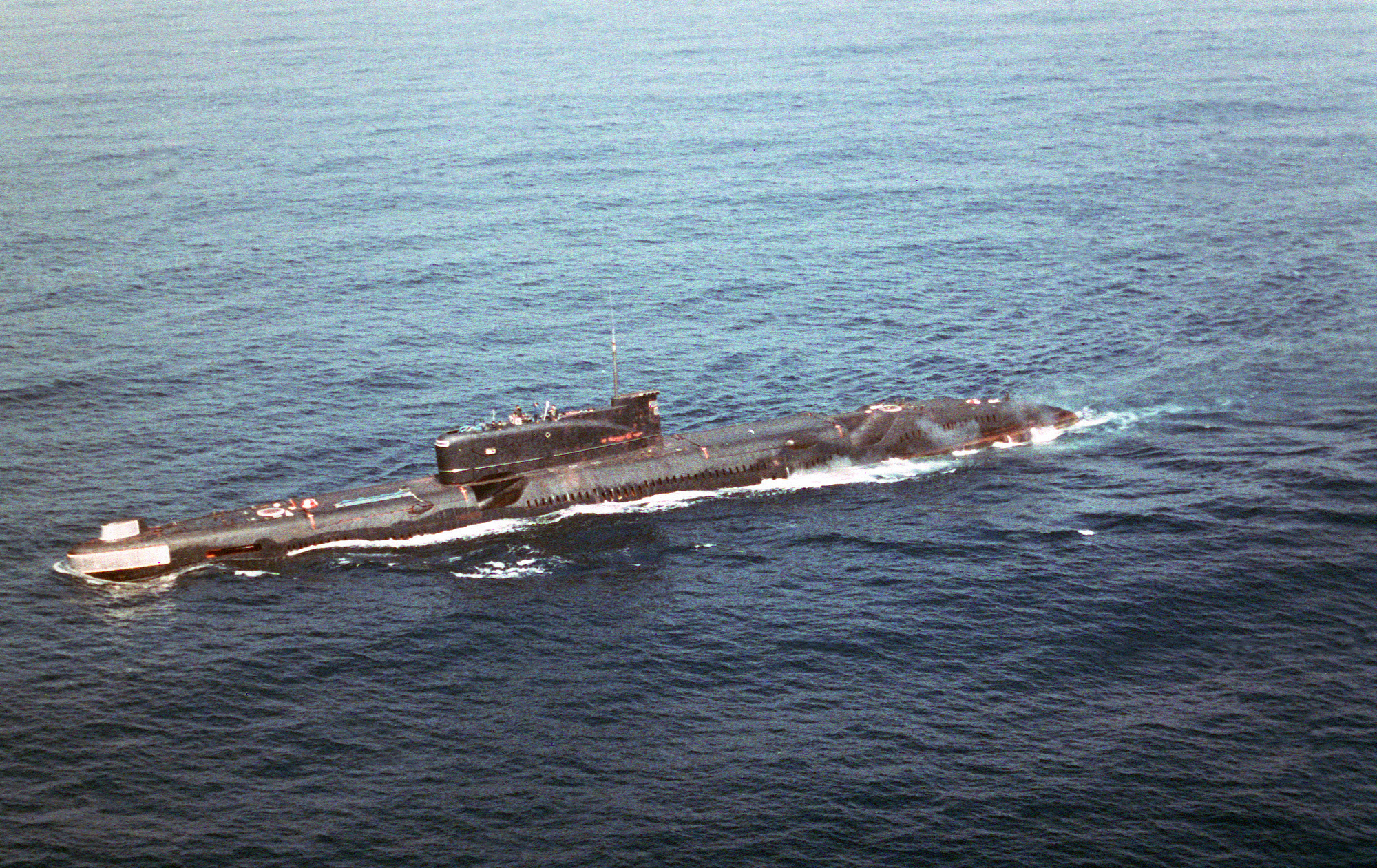
J級潛艇
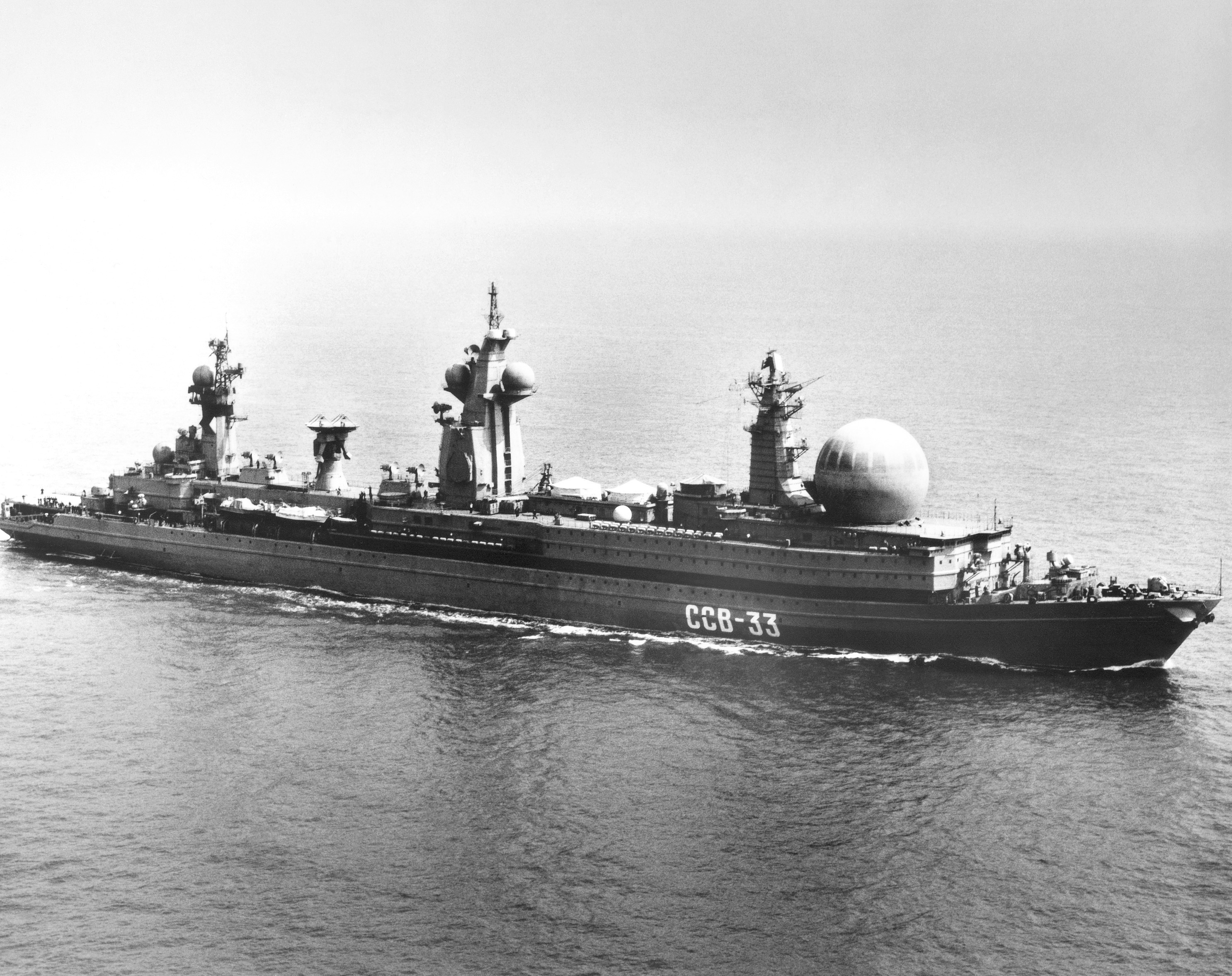
SSV-33指揮艦
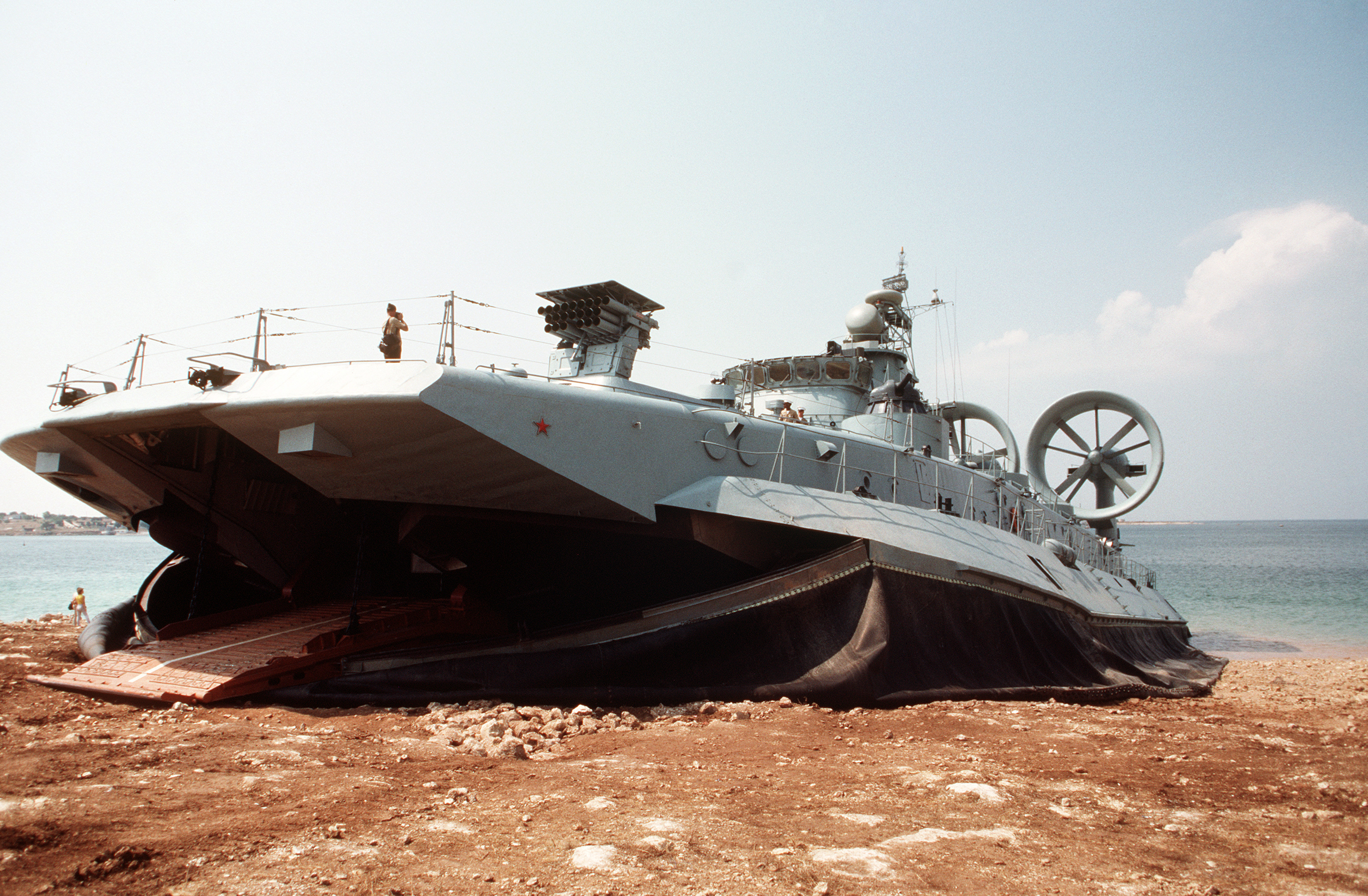
歐洲野牛級氣墊登陸艇

請詳見：
- 蘇聯航空母艦列表
- 俄国海軍战列舰列表
- 蘇俄潛艇列表

## 海军步兵
苏联解体后，俄罗斯海军仍保留了唯一的一个海軍步兵师──第55海军步兵师。

## 海岸火箭炮兵
黑海舰队编有一个海岸火箭炮兵师，18000余人，以营为单位最部署在港口要塞和广阔的海岸线上，主要装备"沙道克"(SS-C-1)、"幼鲑"岸舰导弹，以及305、203、152、130毫米岸炮。
苏联解体后，俄罗斯海军仍保留了5个海岸火箭炮兵团，装备若干岸舰导弹和岸炮。并继续完成研制始于八十年代的A-222式“沿岸”轮式自行岸炮，借鉴了AK-130高速舰炮和陆军2S19姆斯塔自行榴弹炮，车上弹药40发，配备有弹药自动运输装填系统，火炮初速1000米/秒，射速为22发/分，配3-5名炮手，全重44吨。
2014年克里米亚事件期间，俄罗斯黑海舰队岸防火箭炮兵团的装备紧急部署于塞瓦斯托波尔，包括130毫米“沿岸”自行岸炮，还有“堡垒”超音速岸舰导弹发射车。

## 外部連結
- Russian Navy（页面存档备份，存于）
- Globalsecurity.org page on the Soviet Navy （页面存档备份，存于）.
- Admiral Gorshkov and the Soviet Navy